# Leichtathletik-Weltmeisterschaften 1999/Teilnehmer (Nauru)
| Gelbes Symbol für Goldmedaillen mit stilisierten Olympischen Ringen | Graues Symbol für Silbermedaillen mit stilisierten Olympischen Ringen | Braundes Symbol für Bronzemedaillen mit stilisierten Olympischen Ringen |
| ------------------------------------------------------------------- | --------------------------------------------------------------------- | ----------------------------------------------------------------------- |
| —                                                                   | —                                                                     | —                                                                       |

Zu den siebten Leichtathletik-Weltmeisterschaften 1999 im spanischen Sevilla entsandte die Republik Nauru einen Athleten.

## Ergebnisse
Robertson Temaki belegte am 21. August 1999 im achten Vorlauf über 100 Meter der Männer in einer Zeit von 12,14 Sekunden den siebten und letzten Platz. Unter den 71 Teilnehmern der Vorläufe war lediglich der Guamer Philam Garcia langsamer.
| Athlet           | Disziplin      | Vorlauf | Vorlauf | Viertelfinale | Viertelfinale | Halbfinale    | Halbfinale    | Finale        | Finale        |
| Athlet           | Disziplin      | Zeit    | Platz   | Zeit          | Platz         | Zeit          | Platz         | Zeit          | Platz         |
| ---------------- | -------------- | ------- | ------- | ------------- | ------------- | ------------- | ------------- | ------------- | ------------- |
| Robertson Temaki | 100 m (Männer) | 12,14 s | 70.     | ausgeschieden | ausgeschieden | ausgeschieden | ausgeschieden | ausgeschieden | ausgeschieden |